# Librettiste
Cet article court présente un sujet plus développé dans : Livret (musique).

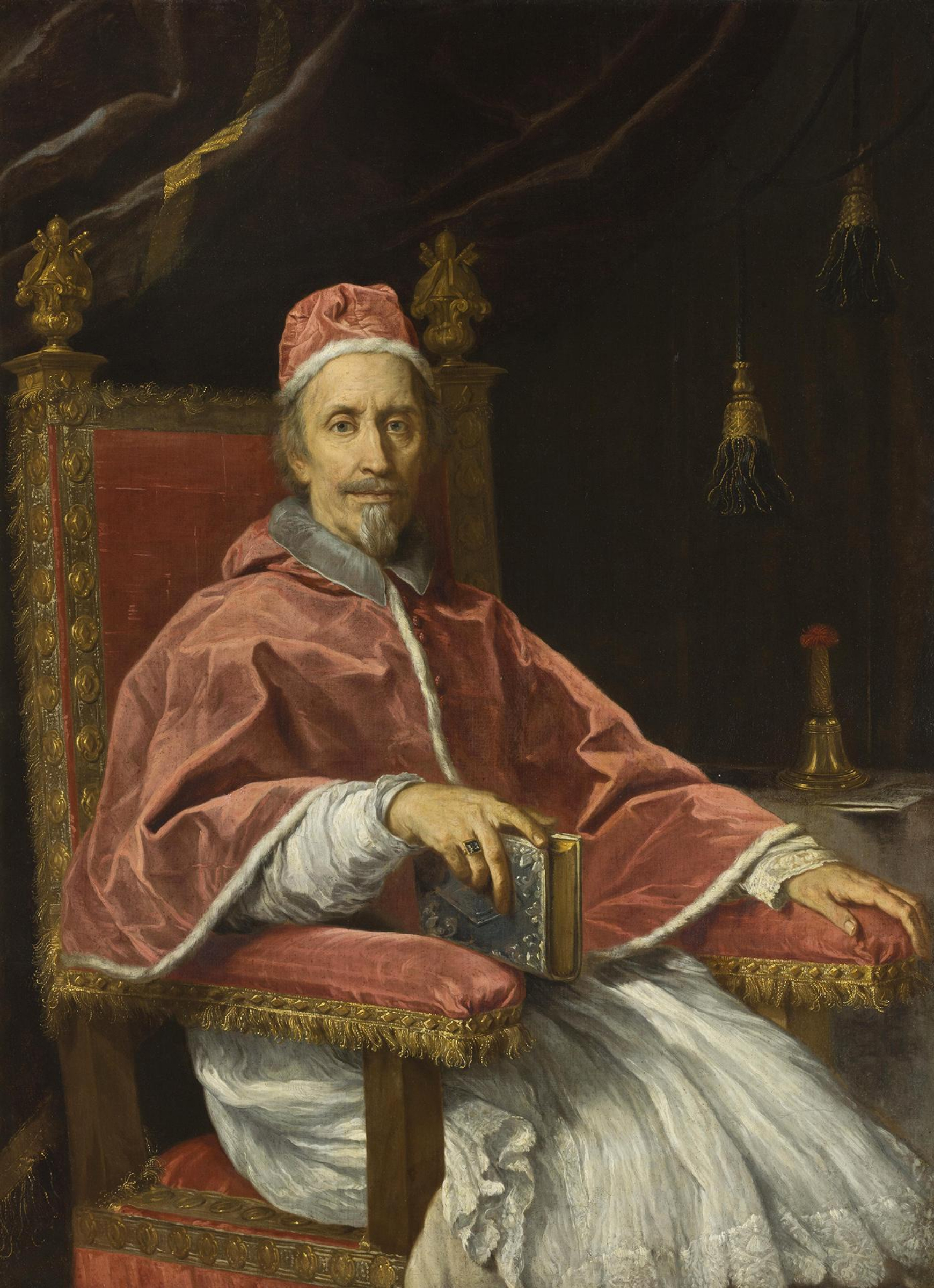
Avant de devenir pape, Clément IX fut notamment librettiste d’opéra.

Le librettiste est l'auteur d'un livret pour un ouvrage lyrique tels que l'opéra et ses genres, l'opérette, la cantate, l'oratorio, voire la comédie musicale ou le ballet. Certains librettistes sont aussi poètes ou écrivains, tels que le poète Lorenzo da Ponte qui collabore avec Mozart, Hugo von Hofmannsthal qui produit plusieurs textes pour Richard Strauss ou encore Philippe Quinault qui invente la tragédie lyrique avec Jean-Baptiste Lully. 
De plus, la plupart des compositeurs, convaincus de l'importance de l'histoire pour l'œuvre, s'impliquent dans l'écriture du livret, que ce soit au niveau du choix de la source littéraire — des pièces de grands auteurs, par exemple — voire directement en retouchant le texte. Certains ont également écrit eux-mêmes les livrets de leurs propres opéras, comme c'est le cas pour Hector Berlioz, Richard Wagner, Claude Debussy, Richard Strauss et Gian Carlo Menotti, par exemple.